# Szelce
Szelce (horvátul: Selci Đakovački) falu Horvátországban, Eszék-Baranya megyében. Közigazgatásilag Diakovárhoz tartozik.

## Fekvése
Diakovár központjától 4 km-re nyugatra, Szlavónia középső részén, a Đakovštinán, a Diakovár-Vinkovci síkságon, a Diakovárt Pozsegával összekötő főút mentén, Diakovár és Kondrić között fekszik. Településrészei: Drinkovača, Gajnača, Jarište, Jela, Kuglenova pusta és Vrtlag.

## Története
A település területe már az őskorban is lakott volt. Területén két jelentős őskori régészeti lelőhely is található. A „Kaznica-Rutak” lelőhely a településtől keletre, közvetlenül Kaznica-patak mellett található. Itt az újkőkorszak korai szakaszához tartozó Starčevo-kultúra és a középső neolitikumhoz tartozó Sopot-Bicske kultúra településének maradványait tárták fel. A „Pajtenica” lelőhelyen a kőrézkori Balaton-Lasinja kultúra településének maradványait találták. A kultúra tagjai elsősorban szarvasmarha-tenyésztéssel foglalkoztak, ezért településeik meglehetősen gyakran változtak, többnyire magasabb pozíciókba helyezkedtek el vízforrások közelében és gyakran költöztek.
Szelce falu már a középkorban is létezett. Első említése 1324-ben „Zeulche” alakban történt. 1339-ben „Zelyche”, 1422-ben „Zelche”, 1428-ban „Zelcze”, 1467-ben „Zeelcz” néven említik a középkori források. Névna várának tartozéka volt. Neve a szláv „selo” főnév kicsinyítő képzős változata, mely kis falut jelent. A 15. században még egy tucat település volt ezen a területen, ezek közül a középkort csak Szelce és Galsinc élte túl. A többi 1536-ban a török hódítás áldozata lett. A szelcei plébánia a török uralom idején is működött. 1637-ben plébánosa Filip Kamengradanin volt. A török uralom 1687-ig tartott. A török kiűzése után csak 8 ház maradt a településen. A település a diakovári püspökség uradalmának része lett. Plébániája 1710-ig működött, akkor Diakovárhoz csatolták. A legnagyobb fejlődést Mandić és Bakić püspökök idejében érte el. 1758-ban már 51 háza volt 427 lakossal. A fejlődést a 18. század végén pestisjárvány akasztotta meg, így 1803-ban csak 35 ház állt itt 371 lakossal.
Az első katonai felmérés térképén „Szelcze” néven található. Lipszky János 1808-ban Budán kiadott repertóriumában „Szelcze” néven szerepel. Nagy Lajos 1829-ben kiadott művében „Szelcze” néven 142 házzal, 907 katolikus vallású lakossal találjuk. A 19. században bácskai németek és magyarok nagyarányú betelepülése változtatta meg a lakosság etnikai összetételét.
A településnek 1857-ben 774, 1910-ben 1262 lakosa volt. Verőce vármegye Diakovári járásának része volt. Az 1910-es népszámlálás adatai szerint lakosságának 42%-a horvát, 29%-a német, 23%-a magyar anyanyelvű volt. Az első világháború után 1918-ban az új szerb-horvát-szlovén állam, majd később (1929-ben) Jugoszlávia része lett. A második világháború végén a német és magyar lakosság menekülésre kényszerült. Helyükre főként Dalmáciából érkezett horvátok települtek. 1991-től a független Horvátországhoz tartozik. 1991-ben lakosságának 96%-a horvát nemzetiségű volt. 2011-ben a településnek 1796 lakosa volt.

## Lakossága
| Lakosság változása | Lakosság változása | Lakosság változása | Lakosság változása | Lakosság változása | Lakosság változása | Lakosság változása | Lakosság változása | Lakosság változása | Lakosság változása | Lakosság változása | Lakosság változása | Lakosság változása | Lakosság változása | Lakosság változása | Lakosság változása |
| ------------------ | ------------------ | ------------------ | ------------------ | ------------------ | ------------------ | ------------------ | ------------------ | ------------------ | ------------------ | ------------------ | ------------------ | ------------------ | ------------------ | ------------------ | ------------------ |
| 1857               | 1869               | 1880               | 1890               | 1900               | 1910               | 1921               | 1931               | 1948               | 1953               | 1961               | 1971               | 1981               | 1991               | 2001               | 2011               |
| 774                | 782                | 720                | 1.064              | 1.259              | 1.262              | 1.311              | 1.458              | 1.566              | 1.628              | 1.703              | 1.930              | 2.022              | 2.064              | 1.985              | 1.796              |

## Nevezetességei
- A Havas Boldogasszony tiszteletére szentelt római katolikus plébániatemploma 1859-ben épült. A templom egyhajós. Harangtornya a homlokzat előtt áll, a templomba a torony földszintjén kialakított előcsarnokon keresztül lehet bemenni. Piramis alakú toronysisak fedi. A plébániát 1969-ben alapították újra.
- A település határában található a Mlinac-tó. Ez egy mesterségesen előállított tározó, amelynek teljes felülete 13,60 hektár, átlagos mélysége 3 méter. A Mlinac-tó két kis forrásból és csapadékvízből nyeri vizét. A vízfelület szabálytalan alakú, számos öböl és félsziget tagolja.

## Kultúra
KUD „Hrvatska čitaonica” kulturális és művészeti egyesületet 1988-ban alapították.

## Oktatás
A település első iskolája 1857-ben nyílt meg azon a helyen, ahol ma a posta áll. Első tanítói Janko Pikija, Franjo Turković, Franjo Gotlibović és Julka Slaninka voltak. 1903-ban a helyi képviselő testület új iskola építését határozta el. Az építés 1904. tavaszán kezdődött és még abban az évben be is fejeződött.

## Sport
Az NK Omladinac Selci Đakovački labdarúgóklubot 1947-ben alapították. Mai pályáját 1980-ban avatták fel. A csapat jelenleg a megyei 2. ligában szerepel.

## Egyesületek
- DVD Selci Đakovački önkéntes tűzoltóegylet
- LD Srndać vadásztársaság